# 称心如意 (节目)
《称心如意》(英文名：You Will And I Will）是由李湘与李维嘉共同主持的一档社会服务类节目，于2011年3月9日在湖南卫视首播。场上共有12位女嘉宾与同等的家长级嘉宾，每位嘉宾有各自的身份描述，参赛者通过询问嘉宾问题而判断其身份描述是否属实，若完成每关相应的灭灯，即可与女嘉宾牵手或者退出比赛。
节目在开播时共设置了4个挑战关，从低到高每关对应需完成的嘉宾身份识别数量为1,1,2,2,3。

## 背景音乐
- 主题曲
  - 作词、作曲、演唱：谭杰希
  - 歌名：《一不小心爱上你》（歌手：张翰、江映蓉）

- 所有女嘉宾出场
  - 歌名：《唇印》（歌手：5Dolls）

- 男嘉宾出场
  - 歌名：《I was born to love you》（歌手：Queen）

- 被选女嘉宾上台
  - 歌名：《听妈妈的话》（歌手：周杰伦）

- 男女嘉宾配对成功
  - 歌名：《一不小心爱上你》（歌手：张翰、江映蓉）

- 男生败退
  - 歌名：《需要人陪》（歌手：王力宏）

- 片尾曲
  - 歌名：《听妈妈的话》（歌手：周杰伦）　
  - 作词、作曲、演唱：谭杰希